# Marian come back home
Marian come back home is een single van Silvio, een Nederlandse band met zanger-gitarist Rini de Wit. Silvio bracht nooit een album uit, maar haalde met vier singles de Top 40. In België had Silvio maar een hit: I’m you son South America in 1984.

## Hitnotering

### Nederlandse Top 40
| Hitnotering: week 14 t/m 22 in 1974 | Hitnotering: week 14 t/m 22 in 1974 | Hitnotering: week 14 t/m 22 in 1974 | Hitnotering: week 14 t/m 22 in 1974 | Hitnotering: week 14 t/m 22 in 1974 | Hitnotering: week 14 t/m 22 in 1974 | Hitnotering: week 14 t/m 22 in 1974 | Hitnotering: week 14 t/m 22 in 1974 | Hitnotering: week 14 t/m 22 in 1974 | Hitnotering: week 14 t/m 22 in 1974 | Hitnotering: week 14 t/m 22 in 1974 |
| Week:                               | 1                                   | 2                                   | 3                                   | 4                                   | 5                                   | 6                                   | 7                                   | 8                                   | 9                                   |                                     |
| ----------------------------------- | ----------------------------------- | ----------------------------------- | ----------------------------------- | ----------------------------------- | ----------------------------------- | ----------------------------------- | ----------------------------------- | ----------------------------------- | ----------------------------------- | ----------------------------------- |
| Positie:                            | 31                                  | 24                                  | 21                                  | 15                                  | 12                                  | 11                                  | 20                                  | 33                                  | 40                                  | uit                                 |

### Hilversum 3 Top 30
| Hitnotering: 13-4-1974 t/m 24-5-1974 | Hitnotering: 13-4-1974 t/m 24-5-1974 | Hitnotering: 13-4-1974 t/m 24-5-1974 | Hitnotering: 13-4-1974 t/m 24-5-1974 | Hitnotering: 13-4-1974 t/m 24-5-1974 | Hitnotering: 13-4-1974 t/m 24-5-1974 | Hitnotering: 13-4-1974 t/m 24-5-1974 | Hitnotering: 13-4-1974 t/m 24-5-1974 |
| Week:                                | 1                                    | 2                                    | 3                                    | 4                                    | 5                                    | 6                                    |                                      |
| ------------------------------------ | ------------------------------------ | ------------------------------------ | ------------------------------------ | ------------------------------------ | ------------------------------------ | ------------------------------------ | ------------------------------------ |
| Positie:                             | 26                                   | 26                                   | 18                                   | 12                                   | 13                                   | 21                                   | uit                                  |